# 北澤國男
北澤 國男 (きたざわ くにお、1895年10月31日 - 没年不明) は、日本の実業家。東洋バルヴの創業者。

## 経歴
長野県諏訪郡上諏訪村（現諏訪市）生まれ。小学校卒業後、1916年に北沢製作所を設立、1943年に株式会社北沢工業に改組し代表取締役社長に就任。1946年諏訪商工会議所初代会頭。1970年勲三等珠宝章受勲。

## 親族
- 弟・北澤友喜・東洋バルヴ副社長・南信日日新聞社 (現・長野日報社) 取締役会長。
- 弟・北澤克男・東洋バルヴ取締役。
- 弟・北澤元男・東洋バルヴ取締役。
- 息子・北澤利男：北澤バルブ創業者、勲三等珠宝章。
- 婚外子・中野雅晴：カーレーサー。
- 婚外子・岡野或男：旧ルネ・ラリック美術館の創設者（現在のSUWAガラスの里）、北澤美術館副理事長。